# Oh Father
Oh Father a fost al patrulea single al Madonnei de pe al patrulea album de studio Like a Prayer și a fost lansat pe 24 octombrie de Sire Records. Nu a fost lansat în Marea Britanie pânǎ pe 31 decembrie 1995, când a fost inclus pe compilația Something to Remember.
În 2010, cântecul a fost preluat de către cântăreața australiană Sia, pentru cel de-al cincilea ei album de studio We Are Born.

## Compunerea și inspirația
Pat Leonard a compus o parte din linia melodică, Madonna aducând doar schimbări minore.

## Recepția

### Premii și recunoașteri
| Anul | Ceremonia      | Premiul                   | Rezultatul |
| ---- | -------------- | ------------------------- | ---------- |
| 2003 | Slant Magazine | 100 Greatest Music Videos | Locul 11   |